# David Ezeh
David Ezeh né le 13 février 2006 à Helsinki en Finlande, est un footballeur finlandais. Il évolue au poste d'avant-centre au HJK Helsinki.

## Biographie

### En club
Né à Helsinki en Finlande, David Ezeh est notamment formé par le HJK Helsinki. Il signe son premier contrat avec le club le 14 janvier 2022.
Ezeh joue son premier match en première division finlandaise le 29 avril 2023 face au FC Haka. Il entre en jeu et son équipe s'impose par deux buts à zéro.
Il est sacré Champion de Finlande en 2023,.
Ezeh marque son premier but pour le HJK le 6 avril 2024, lors de la première journée de la saison 2024 de première division finlandaise, face au Kuopion Palloseura. Buteur après son entrée en jeu, il ne peut empêcher la défaite de son équipe ce jour-là (3-1 score final).
Le 22 juillet 2024, David Ezeh rejoint la Pologne et le club du Raków Częstochowa où il est prêté avec option d'achat. Il ne joue toutefois aucun match avec ce club et est rappelé de son prêt le 9 janvier 2025, faisant ainsi son retour au HJK.

### En sélection
David Ezeh est sélectionné avec l'équipe de Finlande des moins de 17 ans. Il joue un total de treize matchs avec cette sélection et marque cinq buts.

## Vie privée
David Ezeh est né et a grandi en Finlande, à Puistola puis à Oulunkylä. Sa mère est finlandaise et son père, Sylvester Ezeh, est originaire du Nigeria,.

## Palmarès
HJK Helsinki
- Champion de Finlande (1) :
  - Champion : 2023.